# 大柳錦也
大柳 錦也（おおやなぎ きんや、1976年4月27日 - ）は、日本の元プロレスラー。

## 経歴

### 大柳二等兵
青森市立浅虫中学校、青森県立青森高等学校、駒澤大学卒業。大学卒業後に闘龍門の6期生としてメキシコへ渡り、T2Pに編入され2000年9月2日アレナ・ナウカルパンにおける対岩佐卓典（現：岩佐拓）戦でデビュー。当初は敗残兵ギミックの大柳二等兵として活動していたが、諸事情により受験生ギミックに修正され、リングネームも本名に改める。ギャグ要員として逆上陸興行ではTARUと抗争を繰り広げていたが怪我により欠場、T2P解散後はプロレスから遠ざかる。実家の青森に戻り、土地家屋調査士の資格を取得する。

### ビリー大柳
その後はレスラー復帰を目指し闘龍門でトレーニングを重ねていたが2005年、プロレスリングElDoradoに受験生ギミックから時を経て就職浪人をしているというギミックで復帰。復帰後は黒のショートタイツという正当派スタイルで活動するが、2008年にはビリー・ブランクスのパロディであるビリー大柳に変身。その後、再び正統派に戻るもElDoradoが解散。

### 大柳錦也
2009年、みちのくプロレスに練習生として入団し、3月14日に気仙沼二郎と組み対佐藤秀&佐藤恵組を相手に再々デビュー戦を行う。翌3月15日、佐藤兄弟が持つ東北タッグ王座に沼二郎と組んで挑戦し奪取に成功、大柳にとってはこれが初戴冠となった。
みちのくプロレス入団後、これまでのギミックはなく正統派ストロングスタイルとして君臨。カウンターやトップロープで繰り出す卍固めへのこだわりなどから「いぶし銀」、「職人」とも呼ばれる。
現在も青森市在住。大柳測量設計事務所で土地家屋調査士の仕事を優先に、みちのくプロレスをはじめ、他団体の青森または隣県での興行やシークレットベースなど週末・祝日限定出場という形をとっている。大柳も、青森在住なのにみちプロでは青森の試合があるときは青森凱旋興行として行われている。2013年、結婚を報告した。
2016年5月3日、青森大会にて第一子が誕生したことと家庭の事情による年内での引退を発表した。6月11日、横浜グランドスラムにて現役唯一の同期、江利川祐とスペシャルエキシビジョンマッチを行った。11月3日、地元青森での『大柳測量設計事務所プレゼンツ 大柳錦也引退試合〜THE LAST FIGHT〜』にて新崎人生とのシングルマッチを最後に30分越えの激闘の末に高野落としで敗北し、引退した。大柳は11月2日発売の週刊プロレスでは長男が誕生し、「体が動くうちにきっぱりやめたい」と明かしている。

## 得意技
変形卍固め
変形グラウンド卍固め
変形キドクラッチ

## タイトル
- 東北タッグ王座